# Eva futura
Eva futura (L'Ève future) è un romanzo filosofico e fantascientifico di Villiers de l'Isle-Adam, pubblicato per la prima volta nel 1886.
Scritto con un linguaggio ricercato ed estetizzante, al suo apparire non suscitò particolare interesse se non nelle voci isolate di Mallarmé, Huysmans. Già Mallarmé, in una conferenza a Bruxelles datata 11 febbraio 1890 seguente la morte di Villiers de l'Isle-Adam, definiva l'Eva futura come «l'Opera che evocherà il nome di Villiers de l'Isle-Adam».. Eppure, questo romanzo anticipa alcuni temi che saranno cari alla letteratura novecentesca e può essere considerato il romanzo che ha reso popolare il termine androide. Il romanzo prefigura la possibilità degli esseri umani artificiali, discute la questione etica del confine tra umano-non umano e dei limiti delle macchine e dell'uomo, e soprattutto promuove l'idea di una realtà essenzialmente illusoria.
Eva futura raccoglie e presenta in forma più organica alcune delle invenzioni già comparse in precedenti racconti, come Il trattamento del dottor Tristan. Le atmosfere mistiche e  fantastiche si mischiano a uno scientismo cupo: nella storia, lo scienziato Edison più volte professa fede al positivismo, all'epoca di gran moda, e si magnificano le invenzioni possibili grazie all'elettricità: in questo senso, il finale si presenta come una critica al positivismo stesso, di cui Villiers de l'Isle-Adam è stato considerato campione.
Nel libro sono presenti anche alcune dichiarazioni misogine, non estranee all'autore, e questo appare il suo aspetto più datato. Ciò nonostante, Eva futura è un romanzo oggi rivalutato ed è considerato una delle maggiori opere di Villiers de l'Isle-Adam.

## Trama
Lord Ewald, nobile raffinato e sensibile, si innamora di una donna perfetta nell'aspetto ma irrimediabilmente mediocre. Il celebre scienziato Thomas Alva Edison, seppure ancora vivente all'uscita del romanzo, è qui co-protagonista letterario descritto come un genio creatore e stregone: decide di aiutare il giovane disperato e pronto al suicidio per rendergli il favore di esser stato a sua volta economicamente aiutato dal lord in passato, e aver potuto così condurre i suoi esperimenti di importanza umanitaria e per il progresso umano. Edison realizza per lord Ewald un androide, una replica della sua amata indistinguibile da essa fisicamente, in cui infondere l'intelligenza e una essenza spirituale (Hadaly) per arrivare a creare la donna ideale da sostituire a quella imperfetta e reale.

## Edizioni
- (FR)   L'Eve Future, in Progetto Gutenberg.

Edizioni italiane
- Eva futura, traduzione di D. C., Milano, Bietti, 1930, pp. 286.
- Eva futura, traduzione di Maria Vasta Dazzi, Milano, Longanesi, 1964, pp. 370.
- Eva futura, traduzione di Maria Vasta Dazzi, Milano, Bompiani, 1966, pp. 266.